# Getaway (film)
Getaway is een Amerikaanse actie-thriller uit 2013, geregisseerd door Courtney Solomon.

## Verhaal
De voormalige autocoureur Brent Magna wordt gedwongen weer achter het stuur te zitten als zijn vrouw wordt ontvoerd. De ontvoerder dwingt hem gevaarlijke opdrachten uit te voeren. Magna wordt bijgestaan door de jonge hacker The Kid. Samen proberen ze Magna's vrouw te redden door de instructies op te volgen van de ontvoerder. Door middel van verborgen camera's in Magna's auto worden ze constant in de gaten gehouden.

## Rolverdeling
| Acteur          | Personage         |
| --------------- | ----------------- |
| Ethan Hawke     | Brent Magna       |
| Selena Gomez    | The Kid           |
| Jon Voight      | The Voice         |
| Rebecca Budig   | Leanne Magna      |
| Paul Freeman    | The Man           |
| Bruce Payne     | Distinguished Man |
| Ivaylo Geraskov | Detective         |